# Wallgau

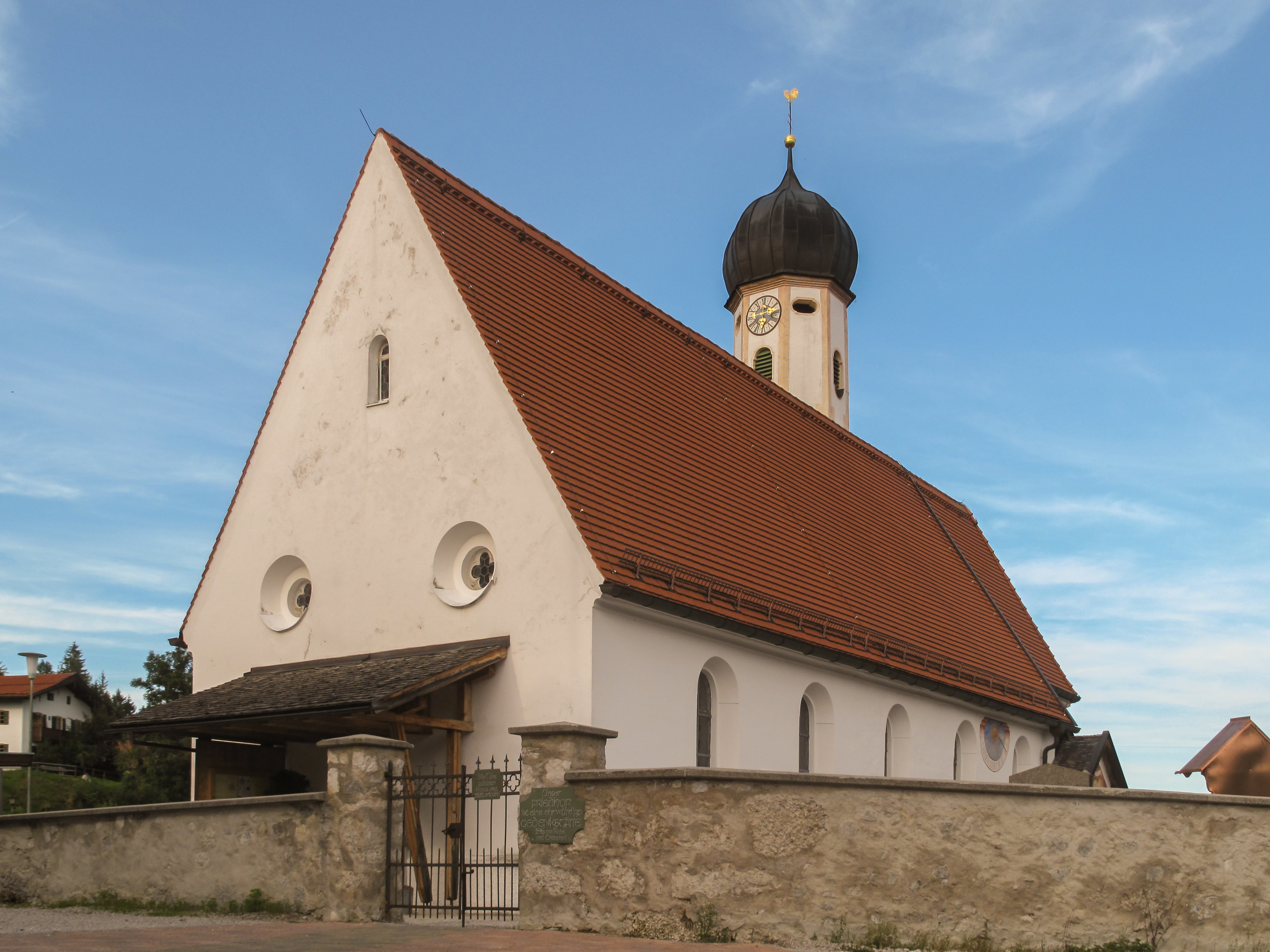
Wallgau, église: Kuratiekirche Sankt Jakob

Wallgau est une commune de Bavière (Allemagne), située dans l'arrondissement de Garmisch-Partenkirchen, dans le district de Haute-Bavière, près de la frontière autrichienne. Sa population s'élevait à 1 428 habitants en 2005.